# Юмка
Юмка — река в России, протекает в Свечинском районе Кировской области. Устье реки находится в 57 км по левому берегу реки Юмы. Длина реки составляет 17 км. В 4,8 км от устья принимает по левому берегу реку Каменку.
Исток реки южнее деревни Плотники (Октябрьское сельское поселение) в 14 км к северо-востоку от посёлка Свеча. Течёт на юг, протекает через деревни Пашуницы, Политенки и несколько нежилых. Притоки — Каменка и Шухровка (оба правые). Впадает в Юму восточнее села Юма.

## Данные водного реестра
По данным государственного водного реестра России относится к Камскому бассейновому округу, водохозяйственный участок реки — Вятка от города Котельнич до водомерного поста посёлка городского типа Аркуль, речной подбассейн реки — Вятка. Речной бассейн реки — Кама.
По данным геоинформационной системы водохозяйственного районирования территории РФ, подготовленной Федеральным агентством водных ресурсов:
- Код водного объекта в государственном водном реестре — 10010300412111100036573
- Код по гидрологической изученности (ГИ) — 111103657
- Код бассейна — 10.01.03.004
- Номер тома по ГИ — 11
- Выпуск по ГИ — 1